# Lepeophtheirus appendiculatus
Lepeophtheirus appendiculatus är en kräftdjursart som beskrevs av Henrik Nikolai Krøyer 1863. Lepeophtheirus appendiculatus ingår i släktet Lepeophtheirus och familjen Caligidae. Inga underarter finns listade i Catalogue of Life.